# Daewoo K11
La Daewoo K11 DAW (en angles,Dual-barrel Air-burst Weapon, traduït literalment com a Arma de Doble canó Anti aerea), es una arma de diverses utilitats, basada en el llança granades americà XM29, tant en el seu disseny com en la seva utilitat. Consisteix en dos armes diferents unides:
- Un fusell d'assalt, que dispara munició de 5,56×45mm NATO, en la part inferior de l'arma.
- Un llança granades antiaeri, que dispara munició de 20×30mm, situat en la part superior de l'arma, el qual incorpora diversos tipus de mires.

## Història
La K11 va ser exposada per primera vegada la públic, en l'exposició militar de DSEI, encara que la informació sobre el seu desenvolupament data des de 2006.
L'arma va ser adoptada per l'exèrcit de Corea del Sud, en 2008, i distribuïda en 2010, sent el primer exèrcit en tindre una arma anti Aérea lleugera i portàtil en el seu arsenal estendard. Cada esquadra es suposa que va armada amb un K11, encara que no substituirà els granaders, que utilitzen actualment la Daewoo K2, amb el seu llança granades, el K201.
En Maig de 2010, els Emirats Àrabs Units, van comprar 40 K11 per avaluar el seu rendiment, amb un cost total de 560.000 USD, veient que cada arma té un preu estimat d'uns 14.000 $.

## Disseny
Equipada amb un laser que indica la distància, i un computador balístic, la K11 permet ser operada a una distància considerable de l'objectiu. La bala detonarà a uns pocs metres més enrere de l'objectiu. També incorpora una mira electrònica, que està integrada a l'arma, i pot ser utilitzada per veure a distància la mira de l'arma. Aquest equipament, també pot ser utilitzat a la nit, i també informa la distància a la qual es troba l'objectiu, gràcies al làser. La arma es pot disparar en munició de 5,56x45 NATO, en carregadors de 20 o 30 bales, i pot emmagatzemar fins a 6 trets del llança granades de 20mm a la vegada

## Usuaris
- Corea del Sud: Utilitzat per l'exèrcit de Corea del Sud, des de 2010.